# Route nationale 478
Die N478 war von 1933 bis 1973 eine französische Nationalstraße, die zwischen der N144 14 Kilometer südöstlich von Saint-Amand-Montrond und Luzy verlief. Ihre Länge betrug 126,5 Kilometer. 1978 wurde der Abschnitt zwischen Decize und Luzy Teil der neuen Führung der N81.